# Área de conservación regional comunal Tamshiyacu-Tahuayo
El área de conservación regional comunal Tamshiyacu-Tahuayo (ACR CTT) es un área protegida de la Amazonia peruana. Fue establecida el 15 de mayo de 2009 mediante Decreto Supremo Nº010-2009-MINAM. Tiene un área SIG de 420 080 ha. (2500 km²). Políticamente está ubicado en las jurisdicciones de los distritos de Fernando Lores de la provincia de Maynas, Yavarí de la provincia de Mariscal Ramón Castilla, y Saquena y Yaquerana de la provincia de Requena, en el departamento de Loreto.
Cartográficamente está ubicada en la zona 18 del sistema de proyección UTM, entre las coordenadas 680 075 E, 9 528 176 N y 768 162 E, 9 444 073 N, con Datum WGS 84.

## Objetivo general
Conserva los ecosistemas de bosques de altura y bosques inundables del Área de Conservación y los procesos ecológicos y evolutivos priorizados en la zona, garantizando el uso sostenible de los recursos de flora y fauna silvestre que realizan las poblaciones locales bajo prácticas sostenibles y promoviendo el desarrollo local y de Loreto en general.

## Historia
El ACR Comunal Tamshiyacu Tahuayo ha sido objeto de numerosos estudios de investigación que datan desde hace más de 20 años. La rica diversidad biológica de sus bosques de altura y especialmente la riqueza de especies de fauna que existen en la zona, ha motivado que desde mediados de los años setenta diversos científicos la hayan recomendado como un área que debe ser destinada a la conservación (Bartecki et al. 1986, Bodmer y Moya 1987).
Debido a la fuerte presión de extracción de recursos naturales, desde mediados de los años 80, las comunidades de la cuenca del Tahuayo y quebrada Blanco comenzaron a organizarse e iniciaron el manejo sostenible de los recursos con el apoyo de investigadores de la Universidad de Kent, Wildlife Conservation Society – WCS, el Instituto Veterinario de Investigaciones Tropicales y de Altura -IVITA, Rainforest Conservation Fund –RCF, quienes además iniciaron un programa de capacitación para los pobladores locales para el registro de la caza de subsistencia, manejo de los cuerpos de agua (cochas) y de enriquecimiento del bosque con frutales nativos mediante prácticas agroforestales.
Entre 1988 y 1990, a partir de las reuniones realizadas entre representantes del gobierno y científicos nacionales y extranjeros, se resaltó la importancia de conservar el área por su gran y única diversidad biológica, especialmente la alta diversidad de primates, resaltándose la presencia de especies como el mono “huapo rojo” Cacajao calvus ucayalii, endémica para el Perú e incluida como una especie amenazada en la categoría de situación vulnerable (Bodmer et al. 1995) y otras especies recientemente descritas tales como Ranitomeya uakarii (Brown et al. 2006).
Dada la riqueza de especies de flora y fauna del área, instituciones como Wildlife Conservation Society -WCS/Perú, Durrell Institute of Conservation and Ecology –DICE- de la Universidad de Kent, el Instituto de Recursos Naturales -INRENA, Gobierno Regional de Loreto -GOREL, Universidad Nacional de la Amazonía Peruana -UNAP, Universidad Nacional Agraria La Molina –UNALM, el Centro Primatológico Alemán -DPZ, entre otros, desarrollaron diversas investigaciones acerca de la biología y ecología a nivel de especies (como el estudio de la especie bandera “huapo colorado”) así como de ecosistemas y comunidades (relaciones entre especies de la comunidad de mamíferos, anfibios, reptiles y peces).
Además se realizaron estudios en conservación comunal de fauna desde una perspectiva socio – económica, biológica y política (sostenibilidad de la caza, influencia de los mercados que derivan en la sobreexplotación y destrucción de los bosques tropicales, certificación de pieles de pecaríes), y acerca del origen y mantenimiento de la diversidad faunística.
Durante la década de 1980, los pobladores del alto Tahuayo empezaron a tomar iniciativas comunales para proteger los recursos naturales ya que desde 1970 el área era explotada extensivamente por residentes locales y extractores foráneos que realizaban pesca con botes frigoríficos, caza de fauna silvestre con fines comerciales, extracción ilegal de madera (Bodmer et al. 1995).
Tal explotación ocasionó que los recursos naturales en la zona disminuyeran rápidamente volviéndose escasos. De esta manera, comenzaron a organizar un sistema de control sobre la base de los acuerdos comunales que prohibían la extracción de recursos del bosque por foráneos. Estas acciones de conservación tuvieron una gran influencia para la creación legal de la Reserva Comunal.
En 1991, el entonces Gobierno Regional del Amazonas estableció, mediante Resolución Ejecutiva Regional N° 080 – 91 – CR-GRA-P, la Reserva Comunal Tamshiyacu Tahuayo (Anexo N°1) para asegurar la conservación del área, la cual fue producto de la coalición entre las comunidades locales e investigadores que trabajaban principalmente en la zona del río Tahuayo y Quebrada Blanco, así como en respuesta a las intensas actividades extractivas de recursos del bosque (Newing y Bodmer 2003).
Posteriormente, los cambios en el marco legal vigente llevaron al no reconocimiento de este carácter de área protegida de nivel regional. Sin embargo, las actividades orientadas a la conservación en las cuencas del Tahuayo continuaron con regularidad bajo la conducción de los líderes de las comunidades locales organizadas del alto Tahuayo y de la Quebrada Blanco, y a partir del 2003 organizadas en un Comité de Gestión.
A estos esfuerzos se sumó el apoyo técnico y financiero de varias organizaciones gubernamentales y privadas tales como el Gobierno Regional de Loreto –GOREL, las Municipalidades de Fernando Lores, Ramón Castilla y Yaquerana, Wildlife Conservation Fund, Rainforest Conservation Fund, la Asociación para el Desarrollo Amazónico Rural –ADAR, el Proyecto Apoyo al PROCREL entre otras.
El 21 de mayo de 2007, mediante Ordenanza Regional Nº 011-2007-GRL-CR, se aprobó la gestión del expediente técnico de la propuesta de Área de Conservación Regional Comunal Tamshiyacu Tahuayo, y su establecimiento se concretó el 15 de mayo de 2009 mediante Decreto Supremo Nº 010-2009-MINAM.

## Accesibilidad
A partir de la ciudad de Iquitos, el acceso al área es posible solamente por vía fluvial. No existe ningún aeropuerto al interior del área, ni es posible el acceso por vía terrestre, debido a la geografía de la zona. En las zonas adyacentes al área no existen carreteras pavimentadas o afirmadas, ni trochas carrozables. La articulación entre centros poblados se realiza a través de los ríos y quebradas, con medios de transporte fluvial, por lo general en botes con motores “peque peque” (5.5 – 12 HP) o fuera de borda de 60 a 100 Hp.